# Выборы губернатора Оренбургской области (2024)
Выборы губернатора Оренбургской области 2024 года состоялись 6-8 сентября 2024 года, в единый день голосования. Действующий губернатор Денис Паслер баллотируется на второй срок.

## Предшествующие события
Исполнительный директор энергетики Денис Паслер, бывший председатель правительства Свердловской области (2012—2016), был назначен исполняющим обязанности губернатора Оренбургской области в марте 2019 года, заменив губернатора, занимавшего два срока Юрий Берг. Отставка Берга была ожидаемой, поскольку по итогам 2018 года Берг входил в число самых непопулярных губернаторов России.
Паслер был выдвинут на полный срок от Единой России и победил на губернаторских выборах в сентябре 2019 года, набрав 65,94 % голосов, при этом Коммунист Максим Амелин занял второе место (23,72 %). Во время предвыборной кампании кандидат в губернаторы 2014 года от Либерально-демократической партии России Госдумы Сергей Катасонов первоначально выразил желание баллотироваться во второй раз, но в итоге не подал заявку, а взамен Паслер повторно выдвинул кандидатуру члена ЛДПР и действующего сенатора Елена Афанасьева.
В январе 2022 года появились слухи, что губернатор Паслер в ближайшее время уйдет в отставку и вернется в частный бизнес, однако Паслер не стал уходить в отставку в 2022 году. В ноябре 2023 года снова сообщалось, что Паслер рассматривал возможность отставки по крайней мере с 2021 года и предполагалось, что он уйдет в отставку весной 2024 года накануне губернаторских выборов 2024 года. В случае досрочной отставки Паслера Александр Соколов считался потенциальным назначенцем до его назначения исполняющим обязанности губернатора Кировской области в мае 2022 года. Сенатор Афанасьева выразила заинтересованность баллотироваться на пост губернатора вместо Паслера в 2024 году, в то время как некоторые эксперты рассматривают депутата Государственной думы Олега Димова как фаворита на эту должность. Слухи о потенциальном уходе Паслера в отставку усилились в начале 2024 года после катастрофического обрушения Орской плотины, в результате чего Орск, второй по величине город в регионе, был затоплен с начала апреля. Однако в мае 2024 года во время встречи с Президентом Владимиром Путиным губернатор Паслер заявил о своём намерении баллотироваться на второй срок и получил поддержку Путина.

## Кандидаты
В Оренбургской области кандидатов на пост губернатора могут выдвигать только зарегистрированные политические партии. Кандидат на пост губернатора Оренбургской области должен быть гражданином России и не моложе 30 лет. Кандидаты в губернаторы не должны иметь иностранного гражданства или вида на жительство. Каждому кандидату для регистрации необходимо собрать не менее 5 % подписей депутатов и глав муниципалитетов. Также кандидаты в губернаторы представляют 3 кандидатуры в Совет Федерации, а победитель выборов позже назначает одного из представленных кандидатов. На выборах кандидат должен собрать 236 подписей муниципальных депутатов, 41 подпись депутатов муниципальных районов и городских округов. Заявки на участие в выборах подали 6 кандидатов — Денис Паслер (ЕР), Владимир Гудомаров (КПРФ), Оксана Набатчикова (СРЗП), Екатерина Калегина (Новые люди), Оксана Родимцева (ПВР), Рамиль Гафаров (КР). 13 июля 2024 года Избирательная комиссия Оренбургской области допустила до выборов 4 кандидата: Дениса Паслер (ЕР), Оксану Набатчикову (СРЗП), Екатерину Калегину (НЛ), Рамиля Гафарова (КР).

### Участники
| Имя кандидата, политическая партия         | Имя кандидата, политическая партия | Имя кандидата, политическая партия | Занятие | Статус                 | Ссылка               |
| ------------------------------------------ | ---------------------------------- | ---------------------------------- | --- | ---------------------- | -------------------- |
| Рамиль Гафаров Коммунисты России           |                                    | Рамиль Гафаров                     | Пенсионер | Зарегистрирован        | [ 12 ]               |
| Владимир Гудомаров КПРФ                    |                                    |                                    | Депутат Законодательного собрания Оренбургской области (2021-) региональный представитель ООО «Энергосбытовая компания „Евразия“ в Восточном Оренбуржье». | Отказано в регистрации | [ 13 ] [ 14 ] [ 15 ] |
| Екатерина Калегина Новые люди              |                                    | Екатерина Калегина                 | Депутат Законодательного собрания Оренбургской области (2021-)                                                                                            | Зарегистрирована       | [ 16 ]               |
| Оксана Набатчикова СРЗП                    |                                    | Оксана Набатчикова                 | Бывший депутат Законодательного собрания Оренбургской области (2016—2021, 2021—2023)                                                                      | Зарегистрирована       | [ 17 ]               |
| Денис Паслер Единая Россия                 |                                    | Денис Паслер                       | Губернатор Оренбургской области (2019-) | Зарегистрирован        | [ 18 ]               |
| Оксана Родимцева Партия Возрождения России |                                    |                                    | Врач-стоматолог | Отказано в регистрации | [ 19 ]               |

## Социология
| Опрос                                                      | Паслер | Гафаров | Калегина | Набатчикова | Затруднились ответить |
| ---------------------------------------------------------- | ------ | ------- | -------- | ----------- | --------------------- |
| Лаборатория изучения общественного мнения, 13-15 июля 2024 | 64,0 % | 7,9 %   | 6,4 %    | 6,3 %       | 18,4 %                |
| Лаборатория изучения общественного мнения, 24 августа 2024 | 70 %   | 15 %    | 5 %      | 5 %         | -                     |

## Результаты голосования
| Место                                    | Место                                    | Кандидат                                 | Партия                                   | Голосов   | %       |
| ---------------------------------------- | ---------------------------------------- | ---------------------------------------- | ---------------------------------------- | --------- | ------- |
|                                          | 1.                                       | Денис Паслер                             | Единая Россия                            | 616 565   | 78,14 % |
|                                          | 2.                                       | Рамиль Гафаров                           | Коммунисты России                        | 57 432    | 7,28 %  |
|                                          | 3.                                       | Екатерина Калегина                       | Новые люди                               | 51 985    | 6,59 %  |
|                                          | 4.                                       | Оксана Набатчикова                       | СРЗП                                     | 48 505    | 6,15 %  |
| Действительных бюллетеней                | Действительных бюллетеней                | Действительных бюллетеней                | Действительных бюллетеней                | 774 487   | 98,16 % |
| Недействительных бюллетеней              | Недействительных бюллетеней              | Недействительных бюллетеней              | Недействительных бюллетеней              | 14 532    | 1,84 %  |
| Всего                                    | Всего                                    | Всего                                    | Всего                                    | 789 019   | 100 %   |
|                                          |                                          |                                          |                                          |           |         |
| Число бюллетеней, выданных досрочно      | Число бюллетеней, выданных досрочно      | Число бюллетеней, выданных досрочно      | Число бюллетеней, выданных досрочно      | 3313      | 0,42 %  |
| Число бюллетеней, выданных на участке    | Число бюллетеней, выданных на участке    | Число бюллетеней, выданных на участке    | Число бюллетеней, выданных на участке    | 615 049   | 77,95 % |
| Число бюллетеней, выданных вне помещения | Число бюллетеней, выданных вне помещения | Число бюллетеней, выданных вне помещения | Число бюллетеней, выданных вне помещения | 171 020   | 21,68 % |
|                                          |                                          |                                          |                                          |           |         |
| Явка                                     | Явка                                     | Явка                                     | Явка                                     | 789 019   | 52,56 % |
| Число избирателей                        | Число избирателей                        | Число избирателей                        | Число избирателей                        | 1 501 118 | 100 %   |